# Diplura petrunkevitchi
Espèce
Synonymes
- Harmonicum petrunkevitchi Caporiacco, 1955

Diplura petrunkevitchi est une espèce d'araignées mygalomorphes de la famille des Dipluridae.

## Distribution
Cette espèce est endémique du Venezuela.

## Publication originale
- Caporiacco, 1955 : Estudios sobre los aracnidos de Venezuela. 2a parte: Araneae. Acta biológica venezuelica, vol. 1, p. 265-448.